# Nizozemská mužská volejbalová reprezentace
Nizozemská volejbalová reprezentace mužů reprezentuje Nizozemsko na mezinárodních volejbalových akcích, jako je mistrovství světa nebo mistrovství Evropy.

## Mistrovství světa
| Rok/pořádající země        | Účast                            |
| -------------------------- | -------------------------------- |
| MS 1949 ČSR                | 10. místo                        |
| MS 1952 Sovětský svaz      | Bez účasti                       |
| MS 1956 Francie            | 13. místo                        |
| MS 1960 Brazílie           | Bez účasti                       |
| MS 1962 Sovětský svaz      | 12. místo                        |
| MS 1966 ČSSR               | 12. místo                        |
| MS 1970 Bulharsko          | 14. místo                        |
| MS 1974 Mexiko             | 12. místo                        |
| MS 1978 Itálie             | 16. místo                        |
| MS 1982 Argentina          | Bez účasti                       |
| MS 1986 Francie            | Bez účasti                       |
| MS 1990 Brazílie           | 7. místo                         |
| MS 1994 Řecko              | Stříbrná medaile                 |
| MS 1998 Japonsko           | 6. místo                         |
| MS 2002 Argentina          | 9. místo                         |
| MS 2006 Japonsko           | Bez účasti                       |
| MS 2010 Itálie             | Bez účasti                       |
| MS 2014 Polsko             | Bez účasti                       |
| MS 2018 Itálie, Bulharsko  | 8. místo                         |
| MS 2022 Polsko / Slovinsko | 10. místo                        |
| Celkem                     | Účast – 12× · – 0× · – 1× · – 0× |

## Mistrovství Evropy
| Rok/pořádající země                                  | Účast              |
| ---------------------------------------------------- | ------------------ |
| ME 1948 Itálie                                       | 6. místo           |
| ME 1950 Bulharsko                                    | Bez účasti         |
| ME 1951 Francie                                      | 9. místo           |
| ME 1955 Rumunsko                                     | Bez účasti         |
| ME 1958 ČSR                                          | 13. místo          |
| ME 1963 Rumunsko                                     | 12. místo          |
| ME 1967 Turecko                                      | 15. místo          |
| ME 1971 Itálie                                       | 9. místo           |
| ME 1975 Jugoslávie                                   | 9. místo           |
| ME 1977 Finsko                                       | 12. místo          |
| ME 1979 Francie                                      | Bez účasti         |
| ME 1981 Bulharsko                                    | Bez účasti         |
| ME 1983 NDR                                          | 10. místo          |
| ME 1985 Nizozemsko                                   | 10. místo          |
| ME 1987 Belgie                                       | 5. místo           |
| ME 1989 Švédsko                                      | Bronzová medaile   |
| ME 1991 Německo                                      | Bronzová medaile   |
| ME 1993 Finsko                                       | Stříbrná medaile   |
| ME 1995 Řecko                                        | Stříbrná medaile   |
| ME 1997 Nizozemsko                                   | Zlatá medaile      |
| ME 1999 Rakousko                                     | 5. místo           |
| ME 2001 Česko                                        | 8. místo           |
| ME 2003 Německo                                      | 6. místo           |
| ME 2005 Srbsko a Černá Hora                          | 11. místo          |
| ME 2007 Rusko                                        | 7. místo           |
| ME 2009 Turecko                                      | 7. místo           |
| ME 2011 Rakousko, Česko                              | Bez účasti         |
| ME 2013 Polsko, Dánsko                               | 10. místo          |
| ME 2015 Bulharsko, Itálie                            | 9. místo           |
| ME 2017 Polsko                                       | 14. místo          |
| ME 2019 Belgie, Francie, Nizozemsko, Slovinsko       | 10. místo          |
| ME 2021 Polsko, Česko, Estonsko, Finsko              | 5. místo           |
| ME 2023 Itálie, Bulharsko, Severní Makedonie, Izrael | 5. místo           |
| Celkem                                               | – 1× · – 2× · – 2× |

## Olympijské hry
| Rok/pořádající země     | Účast                           |
| ----------------------- | ------------------------------- |
| LOH 1964 Tokio          | 8. místo                        |
| LOH 1968 Mexico City    | Bez účasti                      |
| LOH 1972 Mnichov        | Bez účasti                      |
| LOH 1976 Montreal       | Bez účasti                      |
| LOH 1980 Moskva         | Bez účasti                      |
| LOH 1984 Los Angeles    | Bez účasti                      |
| LOH 1988 Soul           | 5. místo                        |
| LOH 1992 Barcelona      | Stříbrná medaile                |
| LOH 1996 Atlanta        | Zlatá medaile                   |
| LOH 2000 Sydney         | 5. místo                        |
| LOH 2004 Athény         | 9. místo                        |
| LOH 2008 Peking         | Bez účasti                      |
| LOH 2012 Londýn         | Bez účasti                      |
| LOH 2016 Rio de Janeiro | Bez účasti                      |
| LOH 2020 Tokio          | Bez účasti                      |
| Celkem                  | Účast – 6× · – 1× · – 1× · – 0× |